# Israel Hoppe

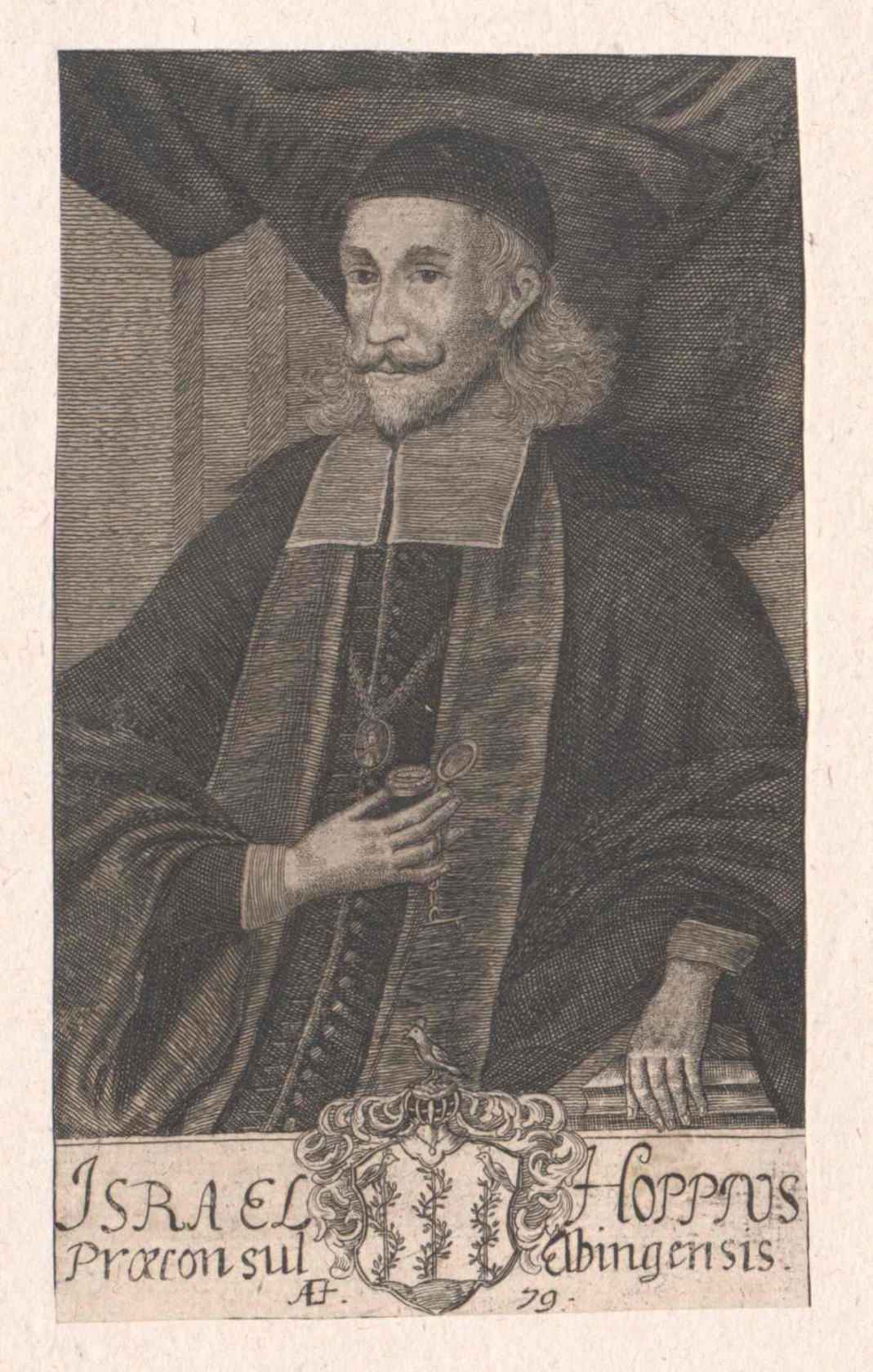
Israel Hoppus

Israel Hoppe (* 8. Juni 1601 in Elbing; † 22. Juni 1679 ebenda) war ein preußischer Historiker.

## Leben
Israel Hoppe war ein Sohn des Ratsherrn Israel Hoppe († 1624) und dessen Ehefrau Justina, geb. Fuchs. Er besuchte das Gymnasium in Elbing und kam 1616 nach Soldau, um Polnisch zu lernen. 1618 besuchte er in Warschau den polnischen Reichstag. Von 1620 bis 1622 studierte er in Rostock und Greifswald alte Sprachen und Staatswissenschaften. Nach Bildungsreisen durch Norddeutschland und Dänemark kehrte Hoppe 1624 in seine Heimatstadt zurück, wo er 1627 Provisor der Bruderschaft von Sankt Annen und des Armenspinnhauses, 1628 Vogt, 1629 Ratsherr, im gleichen Jahre auch Assessor des schwedischen Hofgerichts, 1631 Landrichter, 1632 Bürgermeister und 1634 Burggraf wurde.
Hoppes Geschichte des ersten schwedisch-polnisch Krieges in Preußen, die im 18. Jahrhundert auszugsweise gedruckt wurde, benutzte auch Gottfried Lengnich. Das Werk ist eine wichtige Quelle für die Zeit der Schwedenherrschaft in Elbing. Die erste Niederschrift entstand noch zur Schwedenzeit, später retuschierte Hoppe sie leicht in polnischem Sinne. Vollendet wurde das Werk 1641. 1887 gab der Verein für die Geschichte von Ost- und Westpreussen das Werk in Leipzig vollständig heraus.
Hoppes Epitaph befand sich in der ehemaligen Dominikanerklosterkirche Sankt Marien (heute Galerie EL) in Elbing.